# Futari wa Pretty Cure Splash Star
Futari wa Pretty Cure Splash★Star (jap. ふたりはプリキュア Splash★Star Futari wa PuriKyua Supurasshu★Sutā; często skracane do "Pretty Cure Splash★Star") – japońskie anime z gatunku mahō-shōjo, trzecie z serii Pretty Cure, wyprodukowane przez Toei Animation i Asahi Broadcasting Corporation. Seria Splash Star emitowana była na antenie Animax, TV Asahi i Asahi Broadcasting Corporation od 5 lutego 2006 do 28 stycznia 2007 roku. Powstał także film Futari wa Precure Splash☆Star Tick Tack Kiki Ippatsu! (jap. ふたりはプリキュア スプラッシュ☆スター チクタク危機一髪!), którego premiera odbyła się 9 grudnia 2006 roku.

## Opis fabuły
Saki Hyūga i Mai Mishō po raz pierwszy spotkały się w wieku dziewięciu lat po tym jak obie podążały za dwiema świecącymi kulami, które leciały w kierunku Drzewa Nieba – wielkiego drzewa znajdującego się na szczycie góry w ich mieście. Pięć lat później spotkały się ponownie w tym samym miejscu i stały się nowymi legendarnymi wojowniczkami PreCure (Pretty Cure). Flappy i Choppy, duszki z Krainy Fontann, ujawniły, że to one były świecącymi kulami, a dziewczyny zostały wybrane aby chronić Fontannę Słońca ukrytą w świecie Saki i Mai. Za pomocą Flappy'ego i Choppy dziewczyny mogą przemienić się w Cure Bloom i Cure Egret. Później spotykają również Moop i Foop, dzięki którym zdobywają nowe moce i mogą zmienić się w Cure Bright i Cure Windy. Czarnym charakterem z tej serii są Dark Fall, którzy szukają Fontanny Słońca, ostatniej z Siedmiu Fontann, które żywią Drzewo Świata – źródło wszystkich form życia we wszystkich światach. Celem Pretty Cure jest, aby je chronić.

## Postacie

### Pretty Cure
Saki Hyūga (jap. 日向 咲 Hyūga Saki) / Cure Bloom (jap. キュア・ブルーム Kyua Burūmu) /  Cure Bright (jap. キュア・ブライト Kyua Buraito)
Seiyū: Orie Kimoto 
Podobnie jak Nagisa Misumi, Saki ma 14 lat, jest wesołą i wysportowaną dziewczyną. Jest członkiem dziewczęcej drużyny softballowej z Yūnagi Middle School. Saki jest doskonała w sporcie, ale nie jest bardzo dobra w nauce, uwielbia słodycze i ma duży apetyt. W przeciwieństwie do Nagisy, Saki ma łagodną osobowość, a jej ulubionym powiedzeniem jest "Jestem w szczytowej formie!" (jap. 绝好调! Zekkōchō!). Chociaż Saki czasami zachowuje się dziecinne, jest łagodna i towarzyska, a jej wesoła i niefrasobliwa osobowość często przynosi szczęście ludziom. Jej rodzina prowadzi piekarnię Panpaka Pan, a sama Saki również dobrze gotuje i piecze. Ma siostrę Minori, z którą dzieli pokój, i która ją denerwuje raz na jakiś czas. Saki jest zakochana w starszym bracie Mai, Kazuya. Jako Cure Bloom przedstawia się jako Błyszczący złoty kwiat, Cure Bloom! (jap. 輝く金の花、キュア・ブルーム！ Kagayaku kin no hana, Kyua Burūmu!; The Shining Golden Flower, Cure Bloom!). A jako Cure Bright przedstawia się jako Księżyc w pełni na niebie, Cure Bright! (jap. 天空に満ちる月、キュア・ブライト！ Tenkū ni michiru tsuki, Kyua Buraito!; The Full Moon in the Sky, Cure Bright!).
Mai Mishō (jap. 美翔 舞 Mishō Mai) / Cure Egret (jap. キュア・イーグレット Kyua Īguretto) / Cure Windy (jap. キュア・ウィンディ Kyua Windi)
Seiyū: Atsuko Enomoto 
Mai ma 14 lat, woli sztukę nad nauką i ma bardziej łagodny i niewinny charakter niż Honoka Yukishiro. Jej ojciec jest astronomem, jej matka jest archeologiem, a jej brat, Kazuya, pragnie zostać astronautą, kiedy dorośnie. Ona i jej rodzina mieszkają w obserwatorium. Mai jest bardzo spostrzegawcza i uważna, często zauważa subtelne szczegóły, które przeciętny obserwator może nie zauważyć. Jako Cure Egret przedstawia się jako Iskrzące srebrne skrzydło, Cure Egret! (jap. 煌めく銀の翼、キュア・イーグレット！ Kirameku gin iro tsubasa, Kyua Īguretto!; The Glittering Silvery Wing, Cure Egret!). A jako Cure Windy przedstawia się jako Pachnący wiatr na ziemi, Cure Windy! (jap. 大地に薫る風、キュア・ウィンディ！ Daichi ni kaoru kaze, Kyua Windi!; The Scented Wind on the Earth, Cure Windy!).
Kaoru Kiryū (jap. 霧生 薫 Kiryū Kaoru)
Seiyū: Yuka Imai 
Tajemnicza dziewczyna, która spotyka Saki i Mai przy Drzewie Nieba (jap. 天空の木 Ōzora no Ki; The Sky Tree) w odcinku 14. Wydaje się być chłodna i niemiła. Kaoru zawsze jest ze swoją młodszą siostrą Michiru. Jak się później okazuje są częścią Dark Fall. Ich obowiązkiem jest strzec Fontanny Nieba. Udają uczennice z wymiany w Yūnagi Junior High School w celu zebrania informacji na temat Pretty Cure. Kaoru i Michiru poświęcają swoje życie, aby chronić Saki i Mai w odcinku 23. Później, w odcinku 42, są one przywrócone do życia przez pozostałość mocy z Fairy Carafe i wracają, aby wspierać Pretty Cure w pokonaniu Dark Fall.
Michiru Kiryū (jap. 霧生 満 Kiryū Michiru)
Seiyū: Yuriko Fuchizaki 
Młodsza siostra Kaoru. Początkowo obie wydają się mieć mylne pojęcie o Krainie Zieleni. W odcinku 23 Michiru i Kaoru używają resztki swoich mocy, aby uratować Saki i Mai przed Akudaikaan i wysłać je z powrotem na Ziemię. Później, w odcinku 42, są one przywrócone do życia przez pozostałość mocy z Fairy Carafe i wracają, aby wspierać Pretty Cure w pokonaniu Dark Fall.

### Kraina Fontann
Flappy (jap. フラッピ Furappi)
Seiyū: Kappei Yamaguchi 
Duch kwiatu, lubi jeść ryż i kończy swoje zdania wyrażeniem "-lapi". Wydaje się, że podkochuje się w Choppy. Mieszka z Saki i może zmienić się w urządzenie, dzięki któremu Saki zmienia się w Cure Bloom i Cure Bright.
Choppy (jap. チョッピ Choppi)
Seiyū: Miyu Matsuki 
Duch ptaka; mieszka z Mai, a swoje wypowiedzi kończy wyrażeniem "-chopi". Może zmienić się w urządzenie, dzięki któremu Mai zmienia się w Cure Egret i Cure Windy.
Moop (jap. ムープ Mūpu)
Seiyū: Yuriko Fuchizaki 
Tajemniczy duch księżyca, który pojawia się w odcinku 24, związany był z Michiru. Swoje wypowiedzi kończy wyrażeniem "-mupu". Siostry Kiryū kiedyś uratowały Moop i Foop przed spadnięciem z drzewa w Fontannie Nieba (Fountain of Sky).
Foop (jap. フープ Fūpu)
Seiyū: Akemi Okamura 
Tajemniczy duch wiatru, który pojawia się w odcinku 24 wraz z Moop, związany był z Kaoru. Swoje wypowiedzi kończy wyrażeniem "-pupu". Moop i Foop, korzystając z mocy księżyca i wiatru, mogą zwiększyć moce Cure Bright i Cure Windy zmieniając się w Spiral Ring Set.
Królowa Filia (jap. フィーリア王女 Fīria Ōjo)
Seiyū: Taeko Kawata 
Królowa Krainy Fontann (jap. 泉の郷 Izumi no Sato; Land of Fountains). Pojawia się za każdym razem, gdy Pretty Cure duo odnawia zniszczoną Fontannę i pozostawia jej słowo-klucz o tym, co stanie się w przyszłości, gdy Fontanna zniknie. W ostatnim odcinku Flappy pokazuje, że prawdziwą tożsamością Królowej Filii jest duch Drzewa Świata.

### Dark Fall
Dark Fall (jap. ダークフォール Dāku Fōru) – miejsce, z którego pochodzą wrogowie Pretty Cure. Gdy przedstawieni są po raz pierwszy, widzimy ich władcę Akudaikana siedzącego na olbrzymim tronie pośrodku jeziora wewnątrz jaskini.
Akudaikan (jap. アクダイカーン Akudaikān) – zły władca Dark Fall, który chce przejąć kontrolę nad Drzewem Świata, udało mu się zniszczyć sześć z siedmiu fontann, które je odżywiają. Wysłał swoje sługi, aby odnaleźli miejsce, w którym znajduje się ostatnia fontanna – Fontanna Słońca.

## Moce Pretty Cure
Kwestia Cure Bloom, Kwestia Cure Egret, Kwestia Cure Bright, Kwestia Cure Windy

### Transformacje
Dual Spiritual Power! Open a flower in the earth! Flap your wings in the sky! The shining golden flower, Cure Bloom! The sparkling silver wing, Cure Egret! We are Pretty Cure! Those who desecrate the Holy Fountains... Stop your cruel behavior! (jap. デュアル・スピリチュアル・パワー！花開け大地に！羽ばた空に！輝く金の花、キュアブルーム！煌き銀の翼、キュアイーグレット！ふたりはプリ・キュア！聖なる泉を汚すものよあこぎな真似はおやめなさい！)
Dual Spiritual Power! Illuminate the future! Carry the courage! The full moon in the sky, Cure Bright! The scented wind on the earth, Cure Windy! We are Pretty Cure! Those who desecrate the Holy Fountains... Stop your cruel behavior! (jap. デュアル・スピリチュアル・パワー！未来を照らし！勇気を運べ！天空に満ちる月、キュアブライト！大地に薫る風、キュアウィンディ！ふたりはプリ・キュア！聖なる泉を汚すものよ！あこぎな真似はおやめなさい！)

### Ataki
- Oh, spirits of the orange earth... Oh, spirits of the creamy sky... Now, together with spirits of skies and flowers release a great miracle power! Pretty Cure Twin Stream Splash! (jap. 大地の精霊よ••• 大空の精霊よ••• 今、プリキュアのともに 奇跡の力を解き放て！ プリ・キュア・トウイン・ストリーム・スプラッシュ！)
- O light of the spirits! O glitter of life! Lead both hearts on the path of hope! Pretty Cure Spiral Heart Splash! (jap. 精霊の光よ！命の輝きよ！希望へ道びけ二つの心！プリ・キュア・スプイラル・ ハート・ スプラッシュ！) (+ Spiral Rings)

- O light of the spirits! O glitter of life! Lead these two hearts on the path of hope! Pretty Cure Spiral Star Splash! (jap. 精霊の光よ！命の輝きよ！希望へ道びけ二つの心！プリ・キュア・スパイラル・スター・スプラッシュ！) (+ Spiral Rings)
- O light of the spirits! O glitter of life! Lead our hearts on the path of hope! Pretty Cure Spiral Heart Splash! Star! (jap. 精霊の光よ！命の輝きよ！希望へ道びけすべての心！プリ・キュア・スプイラル・ハート・スプラッシュ！スター！) (+ Spiral Rings)

## Przedmioty
- Mix Commune (jap. ミックス・コミューン Mikkusu Komyūn) – formy, które Flappy i Choppy przybierają podczas pobytu na Ziemi
- Crystal Commune (jap. クリスタル・コミューン Kurisutaru Komyūn) – formy, które Flappy i Choppy przybierają dzięki Moop i Foop, pozwalają bohaterkom zmienić się dowolnie w Cure Bright/Cure Windy lub Cure Bloom/Cure Egret
- Splash Commune (jap. スプラッシュ・コミューン Supurasshu Komyūn) – urządzenie, w którym przebywają Moop i Foop
- PreCure Spiral Ring (jap. プリキュア・スパイラル・リング PuriKyua Supairaru Ringu)
- Fairy Charafe (jap. フェアリー・キャラフェ Fearī Kyarafe) – urządzenie, które gromadzi Cudowne Krople (ang. Miracle Drops)
- Charm Pencase (jap. チャーム・ペンケース Chāmu Penkēsu)

## Lokacje
- Kraina Zieleni (jap. 緑の郷 Midori no Sato; Land of Greenery) – podobnie jak Ogród Tęczy, nazwa ta odnosi się do świata ludzi (Ziemi).
- Kraina Fontann (jap. 泉の郷 Izumi no Sato; Land of Fountains) – świat Flappy'ego i Choppy.
- 7 Fontann (jap. 7つの泉 Nanatsu no Izumi) – są to święte źródła, które odżywiają Drzewo Świata. Celem Dark Fall jest zniszczenie ich wszystkich, aby zniszczyć także Drzewo Świata.
  - Fontanna Słońca (jap. 太陽の泉 Taiyou no Izumi; Fountain of Sun)
  - Fontanna Nieba (jap. 空の泉 Sora no Izumi; Fountain of Sky)
  - Fontanna Ognia (jap. 火の泉 Hi no Izumi; Fountain of Fire)
  - Fontanna Wody (jap. 水の泉 Mizu no Izumi; Fountain of Water)
  - Fontanna Drzew (jap. 木の泉 Ki no Izumi; Fountain of Trees)
  - Fontanna Złota (jap. 金の泉 Kin no Izumi; Fountain of Gold)
  - Fontanna Ziemi (jap. 土の泉 Tsuchi no Izumi; Fountain of Earth)
- Dark Fall
- Drzewo Świata (jap. 世界樹 Sekaiju; The World Tree)
- Drzewo Nieba (jap. 天空の木 zora no Ki; The Sky Tree) – wielkie drzewo znajdujące się na szczycie góry w mieście Saki i Mai. Jest ono przejściem do Krainy Fontann.
- Yūnagi Junior High School – szkoła Saki i Mai.
- Seikai High School – szkoła starszego brata Mai.
- Panpaka Pan – piekarnia rodziny Saki.

- Kraina Zegarów (jap. 時計の郷 Tokei no Sato; Land of Clocks)

## Muzyka
Opening
- "Makasete★Splash☆Star★" (jap. まかせて★スプラッシュ☆スター★), Yuka Uchiyae z Splash Stars

Ending
- "'Warau ga Kachi!' de GO!" (jap. 「笑うが勝ち!」でGO!) (1-30), Mayumi Gojō
- "Ganbalance de Dance" (jap. ガンバランスdeダンス Ganbaransu de Dansu) (31-49), Mayumi Gojō z Flappy i Choppy